# Patrick Bernau

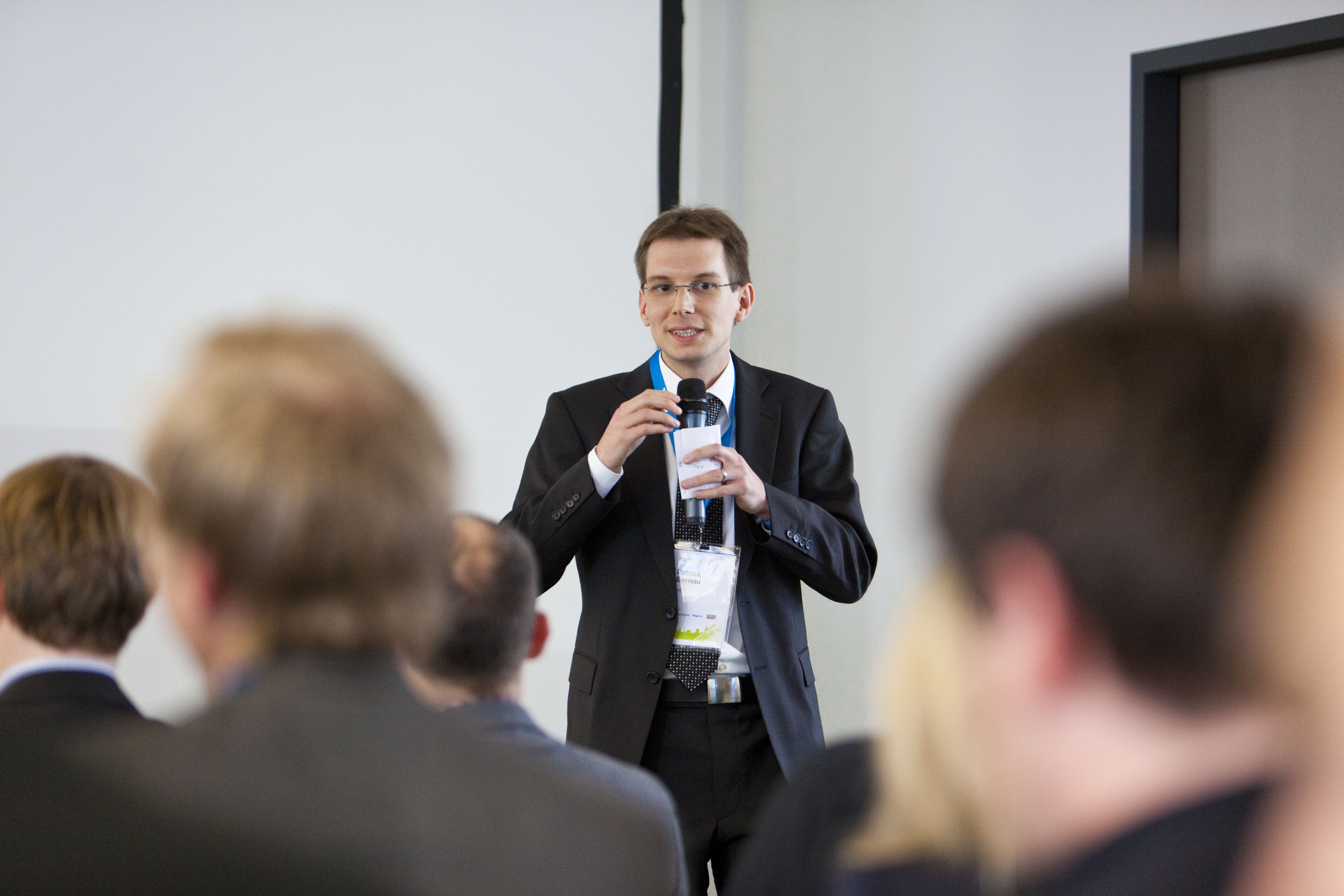
Patrick Bernau, 2011

Patrick Bernau (* 13. Juli 1981 in Mühlacker) ist ein deutscher Wirtschaftsjournalist und Publizist.

## Leben
Bernau studierte Volkswirtschaftslehre und Politikwissenschaft an der Universität zu Köln mit dem Abschluss Diplom-Volkswirt im Jahr 2007. Danach absolvierte er eine journalistische Ausbildung an der Kölner Journalistenschule für Politik und Wirtschaft. Bernau wurde mit eine Dissertation zum Thema Experimente zum wirtschaftlichen Verhalten von Menschen promoviert.
Seine journalistische Laufbahn begann Bernau bei der Kreiszeitung Böblinger Bote und war ab 2006 Redakteur für Wirtschaft und „Geld & Mehr“ bei der Frankfurter Allgemeinen Sonntagszeitung. 2012 wurde er „verantwortlicher Redakteur für Wirtschaft Online“ bei der Frankfurter Allgemeinen Zeitung, zuständig für die Wirtschafts- und Finanznachrichten Online. Seit 2018 leitet er die Ressorts Wirtschaft und „Geld & Mehr“ bei der Frankfurter Allgemeinen Sonntagszeitung.
An der Hamburg Media School unterrichtet Bernau crossmediale Organisationsmodelle von Redaktionen. 
Das Medium Magazin zählte Bernau unter die „Top 30 bis 30“ im Jahr 2011, das Fachmagazin Wirtschaftsjournalist unter die „55 Macher von Morgen“ 2014. 

## Mitgliedschaften
- Vorstand der Kölner Journalistenschule[1]
- 2017: Kuratorium am Max-Planck-Institut für Hirnforschung

## Auszeichnung
- 2014: Förderpreis des Ludwig-Erhard-Preises für Wirtschaftspublizistik[3]

## Schriften (Auswahl)
- Euro-Tsunami. Europa wird im Geld ertrinken. Campus Verlag, Frankfurt am Main 2012, ISBN 978-3-593-41739-4. [Elektronische Ressource]
- Zusammen mit Winand von Petersdorff: Denkfehler, die uns Geld kosten. Warum wir immer das Falsche tun und andere sich ins Fäustchen lachen. Lübbe, Köln 2013, ISBN 978-3-431-03880-4.